# Chamique Holdsclaw
Chamique Shaunta Holdsclaw (Queens, 9 augustus 1977) is een voormalig Amerikaans basketbalspeelster. Zij won met het Amerikaans basketbalteam de gouden medaille tijdens de Olympische Zomerspelen 2000. Ook won ze met het nationale team in 1998 het Wereldkampioenschap basketbal. In 1998 won ze de James E. Sullivan Award.
Holdsclaw speelde voor het team van de University of Tennessee, voordat zij in 1999 haar WNBA-debuut maakte bij de Washington Mystics. In totaal heeft ze 11 seizoenen in de WNBA gespeeld. Buiten de WNBA seizoenen speelde ze in Spanje (bij Valencia BC) en bij verschillende clubs in Polen (TS Wisła Kraków en Arka Gdynia).
Tijdens de Olympische Zomerspelen 2000 in Sydney won ze olympisch goud door Australië te verslaan in de finale. In totaal speelde het team 8 wedstrijden tijdens de Olympische Spelen en wist alle wedstrijden te winnen. 
Holdsclaw werd in 2018 toegevoegd aan de Women’s Basketball Hall of Fame.